# BUDOKA集団ショウレンジャー
BUDOKA集団ショウレンジャー（ぶどうかしゅうだんショウレンジャー）は三重県名張市のローカルヒーロー。

## 概要
名張市観光協会などで作るローカルヒーロー製作会議（現:ローカルヒーロープロダクション、LHP）が生み出した、3人からなるヒーロー。その後小学校、幼稚園などにCDをプレゼントしたり、市内の観光スポットに登場したり、文化祭に登場したりと大忙しである。

## メンバー
イチゴウ
その名の通り青蓮寺名産いちごがモチーフのキャラクター。ピンク色で主人公。
ベリーA
青蓮寺名産ぶどうがモチーフのキャラクター。赤色でリーダー格。
ブルーレイク
青蓮寺湖がモチーフのキャラクター。青色。

## 歴史
- 2006年7月24日 名張川納涼花火大会でデビューを飾った。
- 2006年11月11日 派生キャラクターとして赤目集団ウォーターフォールズが誕生。